# Kernenergie in Indien
Der staatlich betriebene Aufbau und Ausbau der Kernenergie in Indien begann in den 1950er Jahren. Seit 1974 ist Indien offizielle Atommacht.

## Geschichte
Im Jahre 1948 wurde der Physiker Homi Jehangir Bhabha Leiter der neu gegründeten indischen Atomenergiekommission. Am 20. Januar 1957 wurde das Atomic Energy Establishment Trombay (AEET) vom damaligen indischen Ministerpräsidenten Jawaharlal Nehru gegründet und später in Bhabha Atomic Research Centre (BARC), umbenannt. Eine weitere nukleare Großforschungseinrichtung ist die Indira Gandhi Centre for Atomic Research (IGCAR) in Kalpakkam, Tamil Nadu.

## Kernenergie

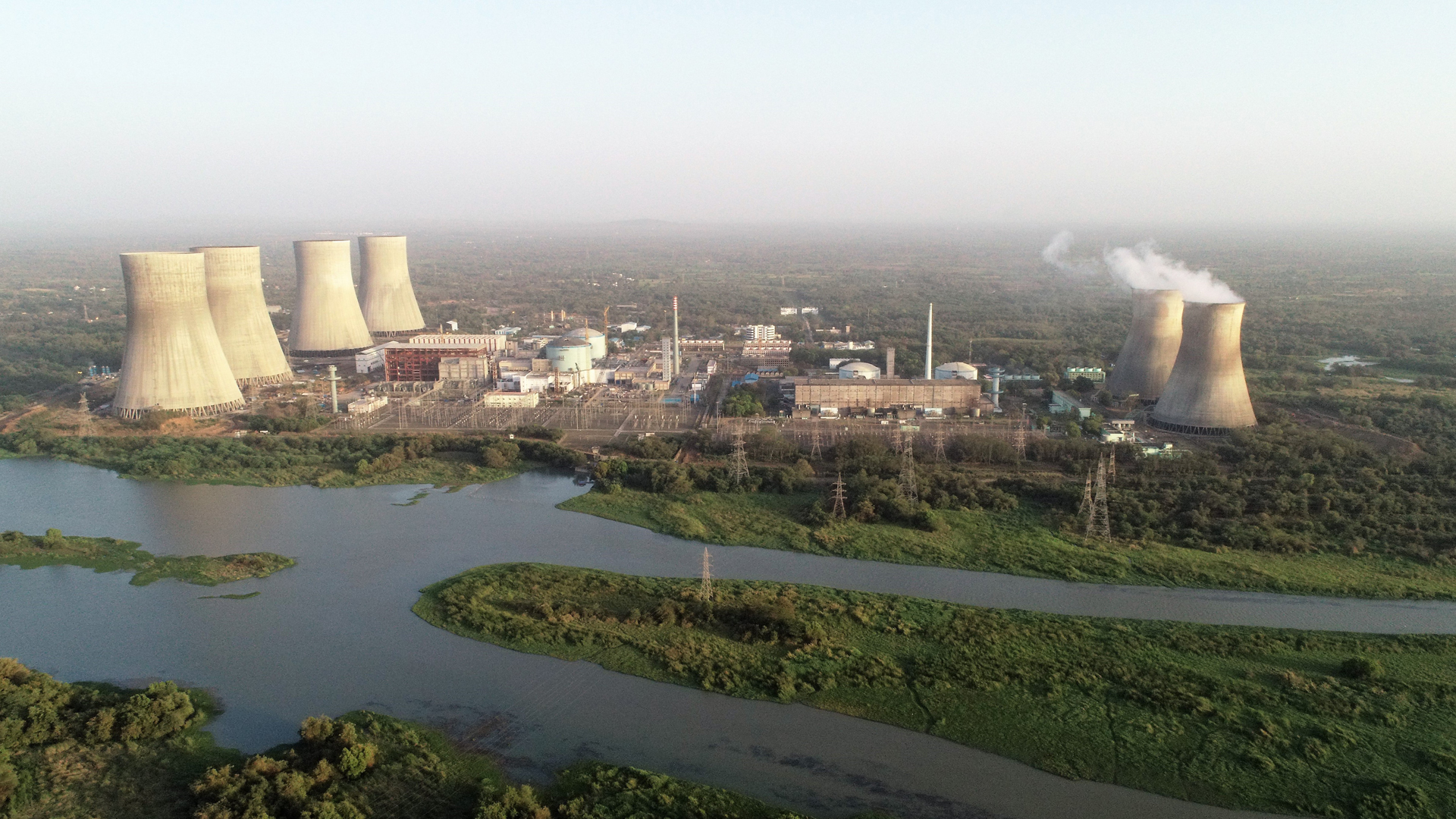
KKW Kakrapar (2020)

### Nutzung (Stand 2023)
19 Kraftwerke liefern zusammen 6.290 MWel.
Es befinden sich 8 Reaktoren bzw. Kraftwerke mit geplant 6.028 MWel befinden sich im Bau.

### Schweres Wasser
Indien ist nach eigenen Angaben heute der weltweit größte Produzent von schwerem Wasser. Die Forschung und Anlagen werden von dem Heavy Water Board (HWB) geleitet und betrieben.
Es betreibt sieben Produktionsanlagen.
22 Kernreaktoren (PHWR) werden mit schwerem Wasser als Moderator betrieben.

### Schneller Brüter
Indien forscht und entwickelt nebst Russland (BN-Reaktor) an der Technologie der schnellen Brutreaktoren. Der Prototype Fast Breeder Reactor (PFBR) ist für Ende 2022 geplant.

### Politische Zusammenarbeit
Indien hat zur friedlichen Nutzung der Kernenergie Zusammenarbeit und Partnerschaften mit Russland, der Europäischen Union und Kanada vereinbart.

### Forschung und Institute (Auswahl)
Indien hat über 1657 Institute und Universitäten. Die folgende Auswahl legt den Fokus auf Ausbildung und Forschung in der Kernphysik, Kernchemie, Kernenergie usw., siehe auch das indische Ranking National Institutional Ranking Framework, herausgegeben durch das Ministry of Education.
- Bhabha Atomic Research Centre (BARC), Mumbai
- Indira Gandhi Centre for Atomic Research (IGCAR), Kalpakkam
- Raja Ramanna Centre for Advanced Technology (RRCAT), Indore
- Variable Energy Cyclotron Centre (VECC), Kolkata
- Saha Institute of Nuclear Physics (SINP), Kolkata
- Institute for Plasma Research (IPR), Gandhinagar
- Institute of Physics (IoP), Bhubaneswar
- Harish-Chandra Research Institute (HRI), Allahabad
- Institute of Mathematical Sciences (IMSc), Chennai
- Tata Memorial Centre (TMC), Mumbai
- National Institute of Science Education and Research (NISER), Bhubaneswar (OCC)
- Homi Bhabha National Institute (HBNI)

### Kernkraftwerke in Indien
| Name       | Block | Reaktor- typ | Modell     | Status              | Leistung [MWe] | Leistung [MWe] | Therm. Leistung [MWt] | Bau- beginn | Erste Kritika-lität | Erste Netz- synchro- nisation | Kommer- zieller Betrieb (geplant) | Abschal- tung (geplant) | Ein- speisung (TWh) |
| Name       | Block | Reaktor- typ | Modell     | Status              | Netto          | Brutto         | Therm. Leistung [MWt] | Bau- beginn | Erste Kritika-lität | Erste Netz- synchro- nisation | Kommer- zieller Betrieb (geplant) | Abschal- tung (geplant) | Ein- speisung (TWh) |
| ---------- | ----- | ------------ | ---------- | ------------------- | -------------- | -------------- | --------------------- | ----------- | ------------------- | ----------------------------- | --------------------------------- | ----------------------- | ------------------- |
| Kaiga      | 1     | PHWR         | HPTT       | In Betrieb          | 202            | 220            | 801                   | 01.09.1989  | 26.09.2000          | 12.10.2000                    | 16.11.2000                        | –                       | 28,63               |
| Kaiga      | 2     | PHWR         | HPTT       | In Betrieb          | 202            | 220            | 801                   | 01.12.1989  | 24.09.1999          | 02.12.1999                    | 16.03.2000                        | –                       | 29,34               |
| Kaiga      | 3     | PHWR         | HPTT       | In Betrieb          | 202            | 220            | 800                   | 30.03.2002  | 26.02.2007          | 11.04.2007                    | 06.05.2007                        | –                       | 18,82               |
| Kaiga      | 4     | PHWR         | HPTT       | In Betrieb          | 202            | 220            | 800                   | 10.05.2002  | 27.11.2010          | 19.01.2011                    | 20.01.2011                        | –                       | 17,25               |
| Kakrapar   | 1     | PHWR         | HPTT       | In Betrieb          | 202            | 220            | 801                   | 01.12.1984  | 03.09.1992          | 24.11.1992                    | 06.05.1993                        | –                       | 29,61               |
| Kakrapar   | 2     | PHWR         | HPTT       | In Betrieb          | 202            | 220            | 801                   | 01.04.1985  | 08.01.1995          | 04.03.1995                    | 01.09.1995                        | –                       | 31,51               |
| Kakrapar   | 3     | PHWR         | PHWR- 700  | In Betrieb          | 630            | 700            | 2166                  | 22.11.2010  | 22.07.2020          | 10.01.2021                    | 30.06.2023                        | –                       | –                   |
| Kakrapar   | 4     | PHWR         | PHWR- 700  | In Betrieb          | 630            | 700            | 2166                  | 22.11.2010  | 17.12.2023          | 20.02.2024                    | 31.03.2024                        | –                       | –                   |
| Kudankulam | 1     | PWR          | VVER V-412 | In Betrieb          | 932 (917)      | 1000           | 3000                  | 31.03.2002  | 13.07.2013          | 22.10.2013                    | 31.12.2014                        | –                       | 35,13               |
| Kudankulam | 2     | PWR          | VVER V-412 | In Betrieb          | 932 (917)      | 1000           | 3000                  | 04.07.2002  | 10.07.2016          | 29.08.2016                    | 31.03.2017                        | –                       | 23,66               |
| Kudankulam | 3     | PWR          | VVER V-412 | In Bau              | 917            | 1000           | 3000                  | 29.06.2017  | –                   | –                             | –                                 | –                       | –                   |
| Kudankulam | 4     | PWR          | VVER V-412 | In Bau              | 917            | 1000           | 3000                  | 23.10.2017  | –                   | –                             | –                                 | –                       | –                   |
| Kudankulam | 5     | PWR          | VVER V-412 | In Bau              | 917            | 1000           | 3000                  | 29.06.2021  | –                   | –                             | –                                 | –                       | –                   |
| Kudankulam | 6     | PWR          | VVER V-412 | In Bau              | 917            | 1000           | 3000                  | 20.12.2021  | –                   | –                             | –                                 | –                       | –                   |
| Madras     | 1     | PHWR         | HPTT       | Langzeit-stillstand | 205 (202)      | 220            | 801                   | 01.01.1971  | 02.07.1983          | 23.07.1983                    | 27.01.1984                        | –                       | 31,49               |
| Madras     | 2     | PHWR         | HPTT       | In Betrieb          | 205 (202)      | 220            | 801                   | 01.10.1972  | 12.08.1985          | 20.09.1985                    | 21.03.1986                        | –                       | 36,49               |
| Narora     | 1     | PHWR         | HPTT       | In Betrieb          | 202            | 220            | 801                   | 01.12.1976  | 12.03.1989          | 29.07.1989                    | 01.01.1991                        | –                       | 33,67               |
| Narora     | 2     | PHWR         | HPTT       | In Betrieb          | 202            | 220            | 801                   | 01.11.1977  | 24.10.1991          | 05.01.1992                    | 01.07.1992                        | –                       | 33,27               |
| PFBR       | 1     | FBR          | Prototyp   | In Bau              | 470            | 500            | 1253                  | 23.10.2004  | –                   | –                             | –                                 | –                       | –                   |
| Rajasthan  | 1     | PHWR         | HPTT       | Inaktiv             | 90 (207)       | 100            | 346                   | 01.08.1965  | 11.08.1972          | 30.11.1972                    | 16.12.1973                        | –                       | 10,14               |
| Rajasthan  | 2     | PHWR         | HPTT       | In Betrieb          | 187 (207)      | 200            | 693                   | 01.04.1968  | 08.10.1980          | 01.11.1980                    | 01.04.1981                        | –                       | 36,70               |
| Rajasthan  | 3     | PHWR         | HPTT       | In Betrieb          | 202            | 220            | 801                   | 01.02.1990  | 24.12.1999          | 10.03.2000                    | 01.06.2000                        | –                       | 29,83               |
| Rajasthan  | 4     | PHWR         | HPTT       | In Betrieb          | 202            | 220            | 801                   | 01.10.1990  | 03.11.2000          | 17.11.2000                    | 23.12.2000                        | –                       | 30,34               |
| Rajasthan  | 5     | PHWR         | HPTT       | In Betrieb          | 202            | 220            | 801                   | 18.09.2002  | 24.11.2009          | 22.12.2009                    | 04.02.2010                        | –                       | 19,39               |
| Rajasthan  | 6     | PHWR         | HPTT       | In Betrieb          | 202            | 220            | 801                   | 20.01.2003  | 23.01.2010          | 28.03.2010                    | 31.03.2010                        | –                       | 16,82               |
| Rajasthan  | 7     | PHWR         | HPTT       | In Bau              | 630            | 700            | 2177                  | 18.07.2011  | –                   | –                             | –                                 | –                       | –                   |
| Rajasthan  | 8     | PHWR         | HPTT       | In Bau              | 630            | 700            | 2177                  | 30.09.2011  | –                   | –                             | –                                 | –                       | –                   |
| Tarapur    | 1     | BWR          | BWR-1      | Langzeit-stillstand | 150 (200)      | 160            | 530                   | 01.10.1964  | 01.02.1969          | 01.04.1969                    | 28.10.1969                        | –                       | 45,39               |
| Tarapur    | 2     | BWR          | BWR-1      | Langzeit-stillstand | 150 (200)      | 160            | 530                   | 01.10.1964  | 28.02.1969          | 05.05.1969                    | 28.10.1969                        | –                       | 46,97               |
| Tarapur    | 3     | PHWR         | HPTT       | In Betrieb          | 490 (502)      | 540            | 1730                  | 12.05.2000  | 21.05.2006          | 15.06.2006                    | 18.08.2006                        | –                       | 51,74               |
| Tarapur    | 4     | PHWR         | HPTT       | In Betrieb          | 490 (502)      | 540            | 1730                  | 08.03.2000  | 06.03.2005          | 04.06.2005                    | 12.09.2005                        | –                       | 49,59               |

1. ↑  Horizontal Pressure Tube type
2. ↑  Seit dem 29.10.2004 in Long-term Shutdown.
3. 1 2  BWR-1 (Mark 2)

## Militärische Nutzung (Kernwaffen)

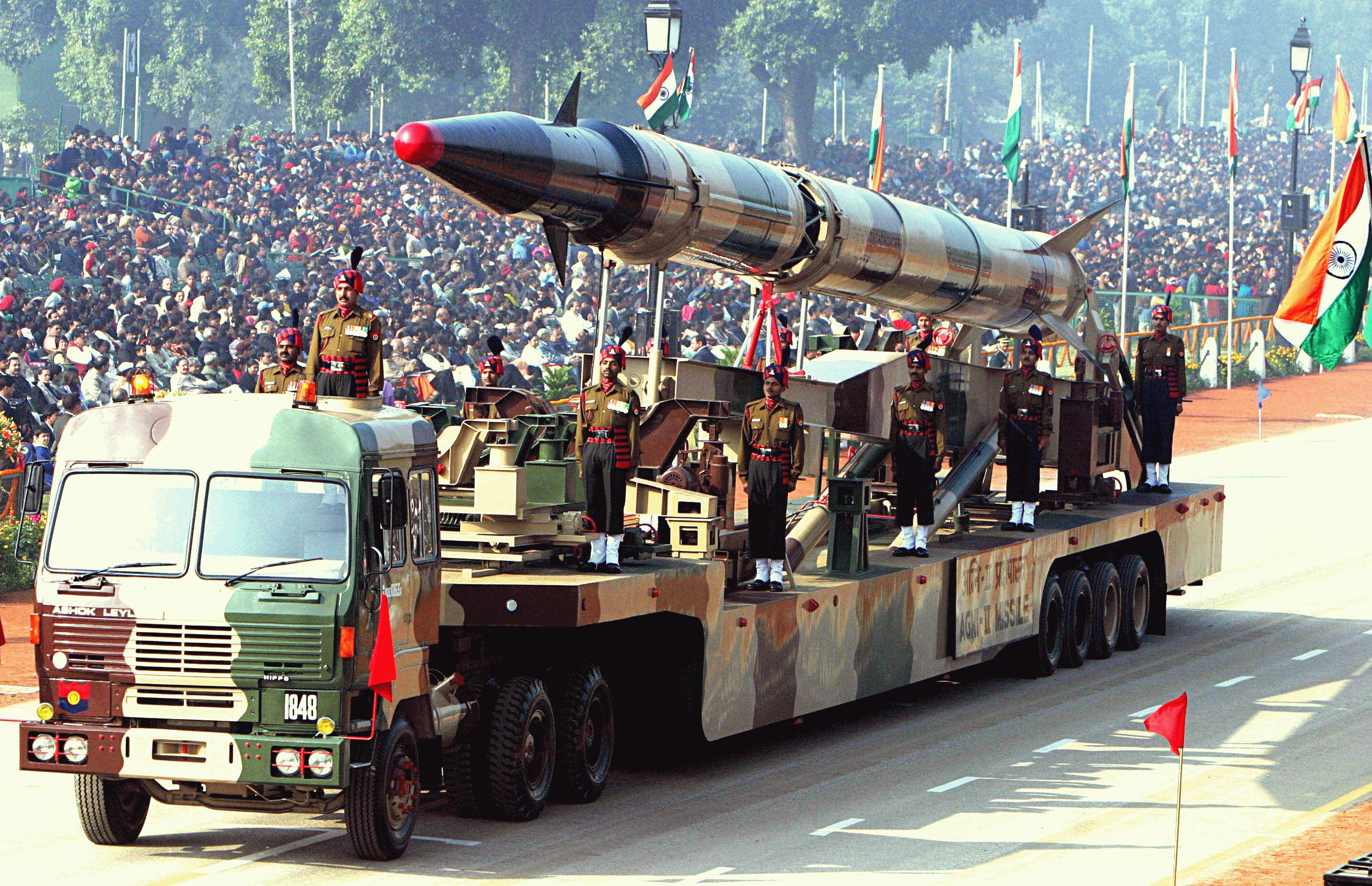
Eine Agni-II-Rakete während einer Parade im Jahre 2004

### Geschichte
Die ersten Kenntnisse über den Bau von Kernkraftwerken und auch Nuklearwaffen erwarben sich indische Nuklearphysiker und -techniker über den Technologietransfer aus Kanada und den Vereinigten Staaten. Im Jahr 1956 wurde durch Kanada ein erster experimenteller Reaktor zur zivilen Nutzung nach Indien geliefert. Der seit 1960 „kritische“ Reaktor lieferte in den folgenden Jahren auch das für den Bau der Atombombe benötigte Plutonium. Mit dem Bau des ersten Kernkraftwerks bei Rawatbata in Rajasthan wurde 1964 mit kanadischer Unterstützung begonnen. Kanada und die Vereinigten Staaten beendeten jedoch die Zusammenarbeit mit Indien auf dem Gebiet der Atomenergie nach der Explosion der ersten indischen Atombombe im Mai 1974.

### Politische Dimension
Die militärisch-nuklearen Aktivitäten Indiens sind unmittelbar mit seinem Nachbarland Pakistan verknüpft. Beide Länder verfügen über Kernwaffen und U‑Boot-gestützte Trägersysteme.

### Kernwaffentests
| Datum        | Codename       | Ort     | Sprengkraft (in 1000 Tonnen TNT) |
| ------------ | -------------- | ------- | -------------------------------- |
| 18. Mai 1974 | Smiling Buddha | Pokhran | 12,0                             |
| 11. Mai 1998 | Shakti I       | Pokhran | 43,0                             |
| 11. Mai 1998 | Shakti II      | Pokhran | 12,0                             |
| 13. Mai 1998 | Shakti III     | Pokhran | 00,3                             |
| 13. Mai 1998 | Shakti IV      | Pokhran | 00,5                             |
| 13. Mai 1998 | Shakti V       | Pokhran | 00,2                             |
| 13. Mai 1998 | Shakti VI      | Pokhran | (unbekannt)                      |

Indien führte zwei Kernwaffentests durch, den ersten 1974 unter Indira Gandhi, den zweiten im Mai 1998 unter Atal Bihari Vajpayee. Als Reaktion auf die erste von einem bis dahin Nicht-Kernwaffenstaat Indien entwickelte und gezündete Atombombe wurde die Gruppe der Kernmaterial-Lieferländer gegründet, die sich dem Thema Proliferation von Anlagen, Geräten und Material gegen den möglichen Bau von Kernwaffen einsetzt.
Die Atomtests im Mai 1998 wurden zwar stets mit dem Verweis auf die chinesische Bedrohung gerechtfertigt (siehe Indisch-Chinesischer Grenzkrieg), jedoch vertreten einige die Ansicht, dass Indien mit den Tests auch eine internationale Statusaufwertung verfolgt und versucht, eine Gleichrangigkeit mit China zu untermauern. Alle Tests fanden als unterirdische Tests auf dem Versuchsgelände von Pokhran in der Wüste Thar in Rajasthan statt.
Auf dem Versuchsgelände Chandipur im indischen Bundesland Orissa wurde am Samstag, den 25. August 2012 eine taktische Rakete mit einer Reichweite von 350 km gestartet. Sie erreichte ihr Ziel im Golf von Bengalen mit einer Genauigkeit von unter 10 Metern. Es handelte sich um den ersten erfolgreichen Test mit voller Nutzlast, allerdings ohne Sprengsatz. Die Rakete des Typs Prithvi-II kann mit einem atomaren Sprengsatz bis 500 kg ausgerüstet, leicht über größere Entfernungen transportiert und vom Fahrzeug aus abgeschossen werden. So hat BrahMos, ein überschallschneller Flugkörper, der gemeinsam von russischen und indischen Unternehmen entwickelt wurde, ein Startgewicht von 3000 kg und eine Reichweite bis 300 km. Das Prithvi-Raketenprogramm wird seit 1983 von der indischen Regierung entwickelt. Taktische Raketen sind Angriffs- und Verteidigungswaffen, die auf dem Land nur die unmittelbaren Nachbarstaaten bedrohen.

### Waffensysteme
Indien verfügt mit Agni über ein System selbst entwickelter Raketen mit einer Reichweite von 700 bis 10.000 Kilometern, die auch mit atomaren Sprengköpfen bestückt werden können. 2012 standen den strategischen Streitkräften (Strategic Forces Command) 84 Nuklearsprengköpfe auf Agni-Raketen zur Verfügung. 2021 wurde der Bestand der Sprengköpfe auf 160 beziffert. Bis heute hat Indien den Atomwaffensperrvertrag nicht unterzeichnet, verzichtet jedoch laut seiner Nukleardoktrin auf den nuklearen Erstschlag.

## Kritik

### Proteste
Ab März 2012 kam es zu Protesten gegen das Kernkraftwerk Kudankulam. Im August fand die erste öffentliche Anhörung zum Atomprogramm statt, während zugleich die Demonstrationen zunahmen, wobei sich schließlich rund 25.000 Menschen an der Südküste versammelten. Dies verzögerte den Ausbau erheblich, sodass Anfang 2015 kein weiterer Fortschritt erkennbar war. Da Indien den Atomwaffensperrvertrag nicht unterzeichnet hat, sind zahlreiche Länder bei der Beteiligung an der Konstruktion sehr zurückhaltend.

### Atomwaffensperrvertrag
Indien gehört zu den wenigen Staaten, die den Atomwaffensperrvertrag nicht unterzeichnet haben.

### Fachartikel oder Kapitel
- Rajinder Singh, Falk Rieß: Von der Kronkolonie zur Atommacht. In: Physik Journal. Band 9, Nr. 11, 2010 (pro-physik.de).
- A K NAYAK: Nuclear Power Programme in India—Past, Present and Future. In: Sadhana. Band 38, Nr. 5, Oktober 2013, S. 773–774, doi:10.1007/s12046-013-0176-7 (englisch).
- Michael Nacht, Michael Frank, Stanley Prussin: The Second Nuclear Age (1992–Present). In: Nuclear Security. Springer International Publishing, Cham 2021, ISBN 978-3-03075084-8, S. 213–263, doi:10.1007/978-3-030-75085-5_5 (englisch).
- Harsh V. Pant, Akshay Ranade: India’s National Security Challenges and the State Response. In: Michael Clarke, Adam Henschke, Matthew Sussex, Tim Legrand (Hrsg.): The Palgrave Handbook of National Security. Springer International Publishing, Cham 2022, ISBN 978-3-03053493-6, S. 187–218, doi:10.1007/978-3-030-53494-3_9 (englisch).
- G Vaidyanathan, R D Kale: India’s nuclear power program: a critical review. In: Sādhanā. Band 47, Nr. 3, 30. August 2022, S. 181, doi:10.1007/s12046-022-01953-9 (englisch).

### Fachbücher
- George Perkovich: India’s nuclear bomb: the impact on global proliferation. University of California Press, Berkeley 1999, ISBN 978-0-520-21772-0 (englisch, archive.org).
- Taraknath V.K. Woddi, William S. Charlton, Paul Nelson: India’s Nuclear Fuel Cycle: Unraveling the Impact of the U.S.-India Nuclear Accord (= Synthesis Lectures on Nuclear Technology and Society). Springer International Publishing, Cham 2009, ISBN 978-3-03101361-4, doi:10.1007/978-3-031-02489-4 (englisch).
- Andrew Futter: The Politics of Nuclear Weapons: New, updated and completely revised. Springer International Publishing, Cham 2021, ISBN 978-3-03048736-2, doi:10.1007/978-3-030-48737-9 (englisch).